# Даниляколь
Даниляколь (каз. Дәнелікөл) — село в Бурлинском районе Западно-Казахстанской области Казахстана. Входит в состав Канайского сельского округа. Код КАТО — 273655200.

## Население
В 1999 году население села составляло 115 человек (62 мужчины и 53 женщины). По данным переписи 2009 года, в селе проживало 66 человек (33 мужчины и 33 женщины).